# Droga krajowa nr 138 (Kostaryka)
Droga krajowa nr 137 (hiszp. Ruta Nacional Secundaria 137/Ruta 137) – jedna z dróg krajowych w Kostaryce. Znajduje się ona na północnych równinach prowincji Alajuela. Droga krajowa nr 138 leży pomiędzy drogą nr 4 i drogą nr 35.

## Opis
W prowincji Alajuela droga krajowa nr 138 przebiega przez kanton Upala (przez dystrykty Upala i Yolillal) oraz kanton Los Chiles (przez dystrykty Los Chiles i Caño Negro).
Droga zaczyna się na zachód od drogi krajowej nr 4, a następnie kieruje się lekko na północny wschód w stronę drogi krajowej nr 35. Jest to główna droga dojazdowa do Rezerwatu Przyrody Caño Negro. Większość drogi jest żwirowa, z wyjątkiem odcinka asfaltowego na zachodzie drogi.